# Heriberto Jara Corona
Heriberto Jara Corona (* 10. Juli 1879 in Nogales, Veracruz; † 17. April 1968 in Mexiko-Stadt) war ein mexikanischer Revolutionär und Gouverneur des Bundesstaats Veracruz. Seit 1950 war er Internationaler Stalin-Friedenspreisträger.